# Derek Daly
Derek Patrick Daly (Dublín, Irlanda; 11 de marzo de 1953) es un expiloto de automovilismo irlandés. Compitió en Fórmula 1, CART, las 24 Horas de Le Mans y las 12 Horas de Sebring, entre otras competiciones.

## Carrera deportiva
En 1977 ganó el Campeonato de Gran Bretaña de Fórmula 3, y fue tercero en Fórmula 2 Europea en 1978 y 1979.
Daly participó en 64 Grandes Premios de Fórmula 1 entre 1978 y 1982. Consiguió un total de 15 puntos en toda su carrera. En 1980 obtuvo dos cuartos puestos en Argentina y Gran Bretaña, acabando 11.º en el Campeonato de Pilotos. También participó en varias carreras de Fórmula 1 no puntuables para el mundial.
Desde 1982 hasta 1989, Daly participó en el campeonato de CART. Largó 66 carreras, obteniendo un tercer puesto en Milwaukee 1987, dos cuartos puestos y dos quintos. Su mejor resultado de campeonato fue 9.º en 1988, al lograr siete top 10.
Daly también compitió profesionalmente en sport prototipos. Disputó las 24 Horas de Le Mans con el equipo oficial Jaguar, resultando cuarto absoluto en 1988 y abandonando en 1989. En 1990 abandonó en dicha prueba con el equipo oficial Nissan; además consiguió cuatro victorias en nueve carreras en el Campeonato IMSA GT, entre ellas las 12 Horas de Sebring, y se colocó  9.º en el campeonato. En 1991 volvió a ganar las 21 Horas de Sebring con Nissan.
Dirige una compañía de servicios profesionales llamada MotorVation. Además, fue comentarista en las transmisiones de Fórmula 1 y CART del canal de televisión estadounidense ESPN, y periodista de automovilismo del canal de televisión de Indianápolis WISH-TV. Se nacionalizó como ciudadano de Estados Unidos en 1993 y reside en Noblesville, Indiana. Además, es el padre del también piloto de carreras Conor Daly.

## Resultados

### Fórmula 1
(Clave) (negrita indica pole position) (cursiva indica vuelta rápida)

| Año     | Escudería                      | 1       | 2       | 3       | 4        | 5        | 6        | 7       | 8       | 9       | 10      | 11      | 12      | 13      | 14      | 15      | 16    | Pos. | Puntos |
| ------- | ------------------------------ | ------- | ------- | ------- | -------- | -------- | -------- | ------- | ------- | ------- | ------- | ------- | ------- | ------- | ------- | ------- | ----- | ---- | ------ |
| 1978    | Olympus Cameras/Hesketh Racing | ARG     | BRA     | RSA     | USW DNPQ | MON DNPQ | BEL DNQ  | ESP     | SWE     |         |         |         |         |         |         |         |       | 19.º | 1      |
| 1978    | Team Tissot Ensign             |         |         |         |          |          |          |         |         | FRA DNQ | GBR Ret | GER     | AUT DSQ | NED Ret | ITA 10  | USA 8   | CAN 6 | 19.º | 1      |
| 1979    | Team Ensign                    | ARG 11  | BRA 13  | RSA DNQ | USW Ret  | ESP DNQ  | BEL DNQ  | MON DNQ | FRA     | GBR     | GER     |         |         |         |         |         |       | NC   | 0      |
| 1979    | Candy Tyrrell Team             |         |         |         |          |          |          |         |         |         |         | AUT 8   | NED     | ITA     | CAN Ret | USA Ret |       | NC   | 0      |
| 1980    | Candy Tyrrell Team             | ARG 4   | BRA 14  | RSA Ret | USW 8    | BEL 9    | MON Ret  | FRA 11  | GBR 4   | GER 10  | AUT Ret | NED Ret | ITA Ret | CAN Ret | USA Ret |         |       | 11.º | 6      |
| 1981    | March Grand Prix Team          | USW DNQ | BRA DNQ | ARG DNQ | SMR DNQ  | BEL DNQ  | MON DNPQ | ESP 16  | FRA Ret | GBR 7   | GER Ret | AUT 11  | NED Ret | ITA Ret | CAN 8   | LVG DNQ |       | NC   | 0      |
| 1982    | Theodore Racing Team           | RSA 14  | BRA Ret | USW Ret | SMR      |          |          |         |         |         |         |         |         |         |         |         |       | 13.º | 8      |
| 1982    | TAG Williams Team              |         |         |         |          | BEL Ret  | MON 6    | USE 5   | CAN 7   | NED 5   | GBR 5   | FRA 7   | GER Ret | AUT Ret | SUI 9   | ITA Ret | LVG 6 | 13.º | 8      |
| Fuente: |                                |         |         |         |          |          |          |         |         |         |         |         |         |         |         |         |       |      |        |